# Федерация хоккея Казахстана
Казахстанская федерация хоккея с шайбой (каз. Қазақстан хоккей федерациясы) — организация, которая занимается проведением на территории Казахстана соревнований по хоккею с шайбой. Основана в 1992 году, член ИИХФ с 6 мая 1992 года. В стране 11 клубов, 3108 игроков (700 из них — совершеннолетние), 8 спортивных и 12 открытых площадок с искусственным льдом. Наибольшие площадки: Астана (Барыс Арена на 11 502 мест), Алматы (Алматы Арена на 12 000 мест).

## Клубы
Лучшие клубы Казахстана «Торпедо» (Усть-Каменогорск), «Барыс» (Астана) и «Автомобилист» (Караганда) выступали в чемпионатах СССР, а затем в турнирах МХЛ. «Барыс» (Астана) выступает в Континентальной хоккейной лиге.
Самостоятельный чемпионат Казахстана проводится с сезона 1992/93. В чемпионатах участвуют обычно 10 команд. Чемпионы:
- «Торпедо» (Усть-Каменогорск) — 13 раз (1993, 1994, 1995, 1996, 1997, 1998, 2000, 2001, 2002, 2003, 2004, 2005, 2007)
- «Бейбарыс» (Атырау) — 4 раза (2011, 2012, 2016, 2019)
- «Иртыш» (Павлодар) — 3 раза (2013, 2014, 2015)
- «Сарыарка» (Караганда) — 3 раза (2010, 2021, 2022)
- «Барыс» (Астана) — 2 раза (2008, 2009)
- «Арлан» (Кокшетау) — 2 раза (2018, 2024)
- «Номад» (Астана) — 2 раза (2017, 2023)
- «Казахмыс» (Караганда) — один раз (2006)
- «Булат» (Темиртау) — один раз (1999)

## Сборная
Сборная Казахстана первый международный матч провела 6 ноября 1992 в Минске со сборной Украиной и победила 5:4.
Наивысшие достижения команды на чемпионатах мира — 13-16-е место в группе А в 1998 и 2004, на зимних Олимпийских играх — 5-8-е место в 1998.

## Президенты
1. Злотников, Анатолий Петрович (апрель 1992 г. - апрель 1997 г., переизбирался в апреле 1996 г.)
2. Храпунов, Виктор Вячеславович (апрель 1997 г. - 8 октября 2008 г., переизбирался в 2001 г., 18 августа 2005 г.).
3. Мамин, Аскар Узакпаевич (с 8 октября 2008 г., переизбирался 5 сентября 2012 г., 5 декабря 2016 г.).